# SL Infrateknik
SL Infrateknik AB var AB Storstockholms Lokaltrafiks helägda dotterbolag för anskaffning och förvaltning av fordon..
Företaget bildades år 2000 genom en sammanslagning av de år 1991 bildade SL Bansystem AB och SL Fastigheter AB. Ett av SL infrateknik AB första uppdrag var upprustningen av Lidingöbanan år 2000.
SL Infrateknik AB förvaltade bland annat alla tunnelbane- och pendeltågsstationer i Stockholms län samt lokaler för underhåll av fordon. SL Infrateknik ansvarade därutöver för bland annat telefoni och ledningssystem. År 2005 återintegrerades den verksamheten in i moderbolaget SL som Teknikenheten. Därefter bestod företagets verksamhet av anskaffning och förvaltning av fordon till 2018 när det fusionerades med moderbolaget .